# Station Ballymote
Station Ballymote is een spoorwegstation in Ballymote in het Ierse graafschap Sligo. Ballymote ligt aan de lijn Dublin - Sligo. Volgens de dienstregeling van 2015 gaan er dagelijks zeven treinen in beide richtingen.